# 小平易乡
小平易乡，是中华人民共和国山西省朔州市朔城区下辖的一个乡镇级行政单位。

## 行政区划
小平易乡下辖以下地区：
小平易村、林家口村、张家口村、魏家窑村、杨涧村、担水沟村、祝家庄村、耿庄村、陡沟村、大平易村、上泉观村、上马石村、刘家窑村、安庄村、梁坡村、东赵家口村、元子河村和西赵家口村。